# ريبيكا مور
ريبيكا مور (بالإنجليزية: Rebecca Moore)‏ هي مغنية مؤلفة وملحنة ومغنية أمريكية، ولدت في 21 مايو 1968 في نيويورك في الولايات المتحدة.

## وصلات خارجية
- الموقع الرسمي
- ريبيكا مور على موقع ميوزك برينز (الإنجليزية)
- ريبيكا مور على موقع ديسكوغز (الإنجليزية)